# Kâtibim
Kâtibim, или Üsküdar’a gider iken («Кятибим», в переводе с турецкого языка, «Мой писарь» или «По пути в Ускюдар») — одно из самых известных стамбульских тюркю. Песня звучит от лица женщины, едущей в Ускюдар (сегодня — один из районов Стамбула) в сопровождении своего писаря, с которым она состоит, по-видимому, в романтических отношениях.

## Известные записи

Широкое распространение имеет запись 1949 года в исполнении турецкой певицы Сафийе Айлы. На Западе песня впервые была записана (под названием Uska Dara) Энди Кирком в 1936 году, а затем Эйди Горме. Большую известность приобрело исполнение песни Эртой Китт.

## МузыкаKâtibimв других песнях
Музыка Kâtibim многократно заимствовалась народами на территориях, находившихся под влиянием Османской империи, при этом многие балканские народы считают её своей. Ниже приведен неполный список песен на разных языках, использующих эту музыку.
- Албанский язык: Mu në bahçen tënde →  Видео
- Арабский язык: Banat Iskandaria →  Видео
- Греческий язык: Aπό ξένο τόπο →  Видео
- Греческий язык: Έχασα μαντίλι →  Видео
- Болгарский язык: партизанский гимн «Ясен месец веч изгрява» →  Видео
- Болгарский язык: лирическая песня «Черни очи имаш, либе» →  Видео
- Боснийский язык: севдалинка Oj djevojko, Anadolko (Anadolka) →  Видео,  Видео
- Боснийский язык: религиозный гимн Zašto suza u mom oku →  Видео
- Македонский язык: «Ој девојче» →  Видео
- Сербский язык: «Русе косе цуро имаш» →  Видео,  Видео,  Видео

В 2003 году болгарским режиссёром Аделой Пеевой снят документальный фильм «Чия е тази песен?» («Чья это песня?») о путешествиях этой песни среди разных народов.
Имеется множество современных интерпретаций этой песни, вот некоторые из них:
- Английский язык: Sacred Shabbat (в исполнении Лорины Маккеннит) →  Видео
- Арабский язык: Talama Ashku Gharami →  Видео
- Бенгальский язык: Shukno Patar Nupur →  Видео
- Иврит: Ye’esof Zeruim (в исполнении Даны Интернэшнел) →  Видео
- Языковая смесь, исполняется в клезмерском стиле: Fel shara →  Видео
- Клезмерское исполнение, без слов: Der Terk in America →  Видео

Музыка звучит на малайском языке в фильмах Ali Baba Bujang Lapok (1960 год, под называнием Alangkah Indah di Waktu Pagi, «Прекрасное утро») и Ahmad Albab (1968 год, под названием Lagu Suria Bila Tiba, «Песня восходящего солнца»).
Самым известным использованием музыки Kâtibim является посвященная Григорию Распутину композиция группы Boney M Rasputin. В этой композиции обыгрывается исполнение Эртой Китт: Китт вставляла при исполнении восклицания Oh, those Turks («Ох уж эти турки!»), Boney M превратили это восклицание в Oh, those Russians («Ох уж эти русские!»). Композиция Rasputin, в свою очередь, стала основой для ремейка I’ll do the Talking, исполняемого на хинди и английском в болливудском фильме Agent Vinod (2012 год). Исходная мелодия Kâtibim легко угадывается и в этой песне, а также её мотив был частично использован в песне «Ой, ты, травушка зелёная» альбоме «Зловещие мертвецы» (первая часть песни является кавером, а вторая — полноценной перепевкой) советской, а затем российской группы «Сектор Газа».

## Происхождение песни
Несмотря на многочисленность вариантов и на то, что балканские народы претендуют на авторство, происхождение Kâtibim не вполне ясно, автор слов и музыки не известны. Существует несколько версий происхождения песни.
Одна из версий состоит в том, что песня возникла на основе марша янычар в честь либо захвата Константинополя в 1453 году, либо осады Плевны в 1877 году. При этом дорога в Ускюдар (сегодня — район в азиатской части Стамбула) символизировала возврат солдат в столицу империи. Согласно другой версии, песня возникла в Османской империи как исходно лирическая. Существуют теории греческого или армянского происхождения песни: в 1880-х годах она появляется в оперетте «Леблебиджи» армянского композитора Чухаджяна и в конце 19-го века фиксируется в греческих общинах (возможно, под влиянием указанной оперетты). Но в обоих случаях возможно, что именно турецкая песня стала предметом заимствования. Одна из версий происхождения — еврейская, поскольку музыка широко распространилась в сефардских общинах Малой Азии и Северной Африки, однако и здесь возможно заимствование турецкой песни. Среди других версий можно назвать арабскую и балканскую.